# Itissaalik
Itissaalik (zastarale Itivsâlik) nebo Itussaalik (zastarale Ituvsâlik) je zaniklá osada v kraji Avannaata v Grónsku. Nachází se u Umanackého zálivu na stejnojmenném ostrově v Upernavickém souostroví.
Byl založen v roce 1904, ale kvůli nepřízni a stěhování obyvatel byl v roce 1909 opuštěn. V roce 1911 byl znovu obnoven, po 46 letech v roce 1957 však stejně zanikl. Obyvatelé se totiž přestěhovali do Nuussuaqu a Kullorsuaqu.